# یانگ ونلو
یانگ وِنلو (انگلیسی: Yang Wenlu؛ زادهٔ ۱۳ ژانویهٔ ۱۹۹۱) بوکسور اهل چین است.